# Ognjen Gnjatić
Ognjen Gnjatić (* 16. Oktober 1991 in Bugojno, SFR Jugoslawien) ist ein bosnisch-herzegowinischer Fußballspieler. Der Mittelfeldspieler stand zuletzt beim FC Erzgebirge Aue unter Vertrag.

## Karriere

### Verein
Der in Jugoslawien geborene Gnjatić spielte bis 2012 beim FK Kozara Gradiška. In der Saison 2011/12 absolvierte er für diesen Club erstmals Pflichtspiele in der erstklassigen Premijer Liga. Nach dem Abstieg des Clubs wechselte er zum FK Rad Belgrad in die serbische Super liga. In drei Spielzeiten kam Gnjatić zu 61 regulären Ligaeinsätzen. Am Ende der Saison 2013/14 gewann er mit dem FK Rad die Relegation gegen den Abstieg.
AO Platanias verpflichtete Gnjatić im Sommer 2015. In der griechischen Super League absolvierte Gnjatić in eineinhalb Jahren 37 Ligaeinsätze, bevor er im Winter 2017 zum niederländischen Verein Roda JC Kerkrade wechselte und dort zunächst zwei Jahre in der Eredivisie spielte. Nachdem das Team in der Saison 2016/17 den Abstieg in der Relegation noch verhinderte, stieg Gnjatić in der Saison 2017/18 mit Kerkrade ab. Gnjatić spielte noch eine halbe Saison in der zweithöchsten niederländischen Spielklasse, ehe er im Januar 2019 in die polnische Ekstraklasa zu Korona Kielce wechselte. Bis zum Abstieg des Vereins nach dem Ende der Saison 2019/20 absolvierte Gnjatić 39 Ligaspielen für das polnische Team.
Im Sommer 2020 erhielt Gnjatić einen Vertrag bis 2022 beim deutschen Zweitligisten FC Erzgebirge Aue.

### Nationalmannschaft
Gnjatić absolvierte 2011 und 2012 für Bosnien und Herzegowina vier Qualifikationsspiele für die U21-Europameisterschaft 2013.